# Pulchrana picturata
Pulchrana picturata es una especie de anfibio anuro de la familia Ranidae.

## Distribución geográfica
Esta especie es endémica de Borneo. Se encuentra:
- en Brunéi;
- en Malasia en Sabah y Sarawak;
- en Indonesia en Kalimantan.[3]

Su presencia es incierta en la península malaya.

## Descripción
Hylarana picturata tiene un color marrón oscuro o negruzco en la parte superior con manchas blancas o naranjas. Una fina línea naranja se extiende desde cada lado del dorso, desde el hocico hasta la parte posterior del cuerpo. Las cuentas dorsales no son visibles. Los miembros son rayados con naranja. El vientre es gris a marrón oscuro con pequeñas manchas amarillas. El tímpano es claramente visible y su diámetro es la mitad del ojo.

## Publicación original
- Boulenger, 1920 : A monograph of the South Asian, Papuan, Melanesian and Australian frogs of the genus Rana. Records of the Indian Museum, vol. 20, p. 1-226[4]